# Javier Hernández Balcázar
Javier »Chicharito« Hernández Balcázar, mehiški nogometaš, * 1. junij 1988, Guadalajara, Jalisco, Mehika.
Hernández, nekdanji član mehiške Guadalajare, se je 1. julija 2010, kot prvi Mehičan v zgodovini pridružil vrstam Manchester Uniteda. Med letoma 2009 in 2019 je nastopal za člansko mehiško reprezentanco.

## Kariera

### Chivas de Guadalajara
Hernández se je rodil v Guadalajari, Jalisco, in se vrstam lokalnega kluba C.D. Guadalajara pridružil že pri 9 letih. V sezoni 2005/06 je pričel nastopati za nižjeligaško moštvo Chivasov, Chivas Coras iz Tepica. Za Guadalajaro je debitiral v Aperturi 2006 proti Necaxi. Hernández je na igrišče prišel v 82. minuti ob izidu 3-0 in že čez pet minut dosegel še četrti zadetek za Chivase. To je bil sicer njegov edini zadetek za Chivase v sedmih nastopih v sezoni 2006/07. V sezoni 2007/08 je prišel na zelenico sedemkrat, a nobenkrat ni zatresel mreže nasprotnika.
V Aperturi 2008 je za Chivase zaigral na 10 tekmah in ostal brez doseženega zadetka, se je pa zato v Clausuri 2009 iz 15 tekem 4-krat vpisal med strelce. V Aperturi je povsem presegel vse svoje dotedanje strelske dosežke, saj je z 11 zadetki s 17 tekem končal na 3. mestu lestvice strelcev. V seštevku lestvice strelcev je do prestopa v Anglijo z 10 zadetki iz 11 tekem še držal 1. mesto (gre za seštevek sezone 2009/10, torej Clausura in Apertura skupaj).

### Manchester United
8. aprila 2010 je Hernández privolil v prestop k angleškemu prvoligašu Manchester Unitedu. Odškodnina zanj zaradi postopka pridobivanja delovnega dovoljenja ni bila razkrita. Ekipi Uniteda se je Hernández uradno pridružil 1. julija 2010. Hernández je pogodbo podpisal 8. aprila, 7. aprila pa je na Old Traffordu spremljal pirovo zmago Uniteda nad Bayern Münchenom. Del Hernándezovega dogovora z Unitedom je bila tudi prijateljska tekma med Unitedom in Chivasi na njihovem novem stadionu s 45.000 sedeži. 27. maja 2010 so pristojni uradniki Hernándezu odobrili delovno dovoljenje, tako da je prestop zdaj že uraden, vseeno pa mladi Mehičan do 1. julija še ni član Uniteda.

## Reprezentančna kariera

### Mehika U-20
Hernández je bil eden od 21 igralcev, ki so Mehiko zastopali na Svetovnem prvenstvu U-20 2007. Na prvenstvu v Kanadi je nosil dres s številko 11.

### Mehika
Hernández je v članski reprezentanci Mehike debitiral 30. septembra 2009, tedaj je ob porazu z 1–2 proti Kolumbiji prispeval eno podajo. 24. februarja 2010 se je prvič vpisal med strelce na mednarodni tekmi, proti Boliviji je dosegel dva zadetka in prispeval podajo ob zadetku Braulia Lune. 3. marca 2010 je se je tretjič v reprezentančnem dresu veselil zadetka, Mehiko je povedel v vodstvo proti Novi Zelandiji z 1–0, končni izid je bil nato 2–0. Čez natanko dva tedna, 14. marca 2010, se je veselil že svojega četrtega reprezentančnega zadetka, dosegel je odločilni zadetek Mehičanov ob zmagi z 2–1 nad Severno Korejo. 26. maja 2010 je z glavo dosegel tolažilni zadetek ob porazu proti Nizozemski, izid je bil 1–2.
 30. maja 2010 je znova zatresel mrežo na reprezentančni tekmi, tokrat je dvakrat zadel ob zmagi svojega moštva s 5–1 proti izbrani vrsti Gambije. Dobre predstave in predvsem zelo učinkovita igra sta pri selektorju Javierju Aguirreju učinkovali pozitivno, saj ga je ta ne le vpoklical za Svetovno prvenstvo 2010, temveč ga je že na prvi tekmi Mehičanov proti gostiteljem Južni Afriki poslal v igro, sicer kot menjavo za Guillerma Franca v 73. minuti. 17. junija 2010 se je na drugi tekmi Mehičanov v skupini A vpisal med strelce in tako pri 22 letih dosegel svoj prvi zadetek na Svetovnem prvenstvu. Na zelenico je znova prišel s klopi ter načel mrežo Francije, ki je pred Mehiko klonila z rezultatom 0–2. Mehika se je po porazu z Urugvajem kot drugouvrščena reprezentanca skupine A uvrstila v osmino finala, kjer se je pomerila z Argentino. Končni izid je bil 3–1 v korist Argentincev, tolažilni zadetek za Mehičane je dosegel prav Hernández v 71. minuti.

### Reprezentančni zadetki
| # | Datum            | Prizorišče         | Nasprotnik     | Zadel za | Končni izid | Tekmovanje                        |
| - | ---------------- | ------------------ | -------------- | -------- | ----------- | --------------------------------- |
| 1 | 24. februar 2010 | San Francisco, ZDA | Bolivija       | 2–0      | 5–0         | prijateljska tekma                |
| 2 | 24. februar 2010 | San Francisco, ZDA | Bolivija       | 4–0      | 5–0         | prijateljska tekma                |
| 3 | 3. marec 2010    | Pasadena, ZDA      | Nova Zelandija | 1–0      | 2–0         | prijateljska tekma                |
| 4 | 17. marec 2010   | Torreón, Mehika    | Severna Koreja | 2–1      | 2–1         | prijateljska tekma                |
| 5 | 26. maj 2010     | Freiburg, Nemčija  | Nizozemska     | 1–2      | 1–2         | prijateljska tekma                |
| 6 | 30. maj 2010     | Bayreuth, Nemčija  | Gambija        | 1–0      | 5–1         | prijateljska tekma                |
| 7 | 30. maj 2010     | Bayreuth, Nemčija  | Gambija        | 2–0      | 5–1         | prijateljska tekma                |
| 8 | 17. junij 2010   | Polokwane, JAR     | Francija       | 1–0      | 2–0         | Svetovno prvenstvo, skupina A     |
| 9 | 27. junij 2010   | Johannesburg, JAR  | Argentina      | 1–3      | 1–3         | Svetovno prvenstvo, osmina finala |

## Statistika
Od 28. marca 2010
| Klub              | Sezona           | Liga    | Liga | Pokal1  | Pokal1 | Celina2 | Celina2 | Ostalo3 | Ostalo3 | Skupaj  | Skupaj |
| Klub              | Sezona           | Nastopi | Goli | Nastopi | Goli   | Nastopi | Goli    | Nastopi | Goli    | Nastopi | Goli   |
| ----------------- | ---------------- | ------- | ---- | ------- | ------ | ------- | ------- | ------- | ------- | ------- | ------ |
| Guadalajara       | 2006/07          | 8       | 1    | 0       | 0      | 0       | 0       | 0       | 0       | 8       | 1      |
| Guadalajara       | 2007/08          | 6       | 0    | 0       | 0      | 4       | 0       | 1       | 0       | 11      | 0      |
| Guadalajara       | 2008/09          | 22      | 4    | 3       | 0      | 6       | 3       | 1       | 0       | 32      | 7      |
| Guadalajara       | 2009/10          | 28      | 21   | 0       | 0      | 0       | 0       | 0       | 0       | 28      | 21     |
| Guadalajara       | Skupaj           | 64      | 26   | 3       | 0      | 10      | 3       | 2       | 0       | 79      | 29     |
| Manchester United | 2009/10          |         |      |         |        |         |         |         |         |         |        |
| Manchester United | Skupaj           |         |      |         |        |         |         |         |         |         |        |
| Skupaj v karieri  | Skupaj v karieri | 64      | 26   | 3       | 0      | 10      | 3       | 2       | 0       | 79      | 29     |

1Sem sodi tudi InterLiga.
2Sem sodita tudi Copa Libertadores in Copa Sudamericana.
3Sem sodi Severnoameriška SuperLiga.

## Dosežki

### Klubski dosežki
- Guadalajara

- Primera División de México:

- 1. mesto: Apertura 2006

- InterLiga:

- 1. mesto: 2009

### Posamični dosežki
- Najboljši strelec mehiške Primere División: 2009/10

## Zasebno življenje
Hernández je sin bivšega nogometaša Javierja Hernándeza Gutiérreza, ki je igral za Estudiantes Tecos in je zastopal Mehiko na Svetovnem prvenstvu 1986. Tudi njegov ded Tomás Balcázar je bil nogometaš, bil je član Guadalajare in je Mehiko zastopal na Svetovnem prvenstvu 1954. V razmerju je z mehiško igralko in pevko Camilo Sodi.

### Vzdevek
Hernándezov vzdevek je Chicharito, kar pomeni mali grahek. Vzdevek je šala na račun očetovega vzdevka, ki je bil zaradi svojih zelenih oči znan kot Chicharo (grah).